# Casa Lucca-Dragone
La Casa Lucca-Dragone es una residencia unifamiliar localizada en Caracas, Venezuela. Fue diseñada y construida por el arquitecto Jesús Tenreiro Degwitz, siendo la última de las tres casas que diseñó.

## Descripción
La edificación fue diseñada por Tenreiro (Premio Nacional de Arquitectura en 1991) en un estilo brutalista, emplazado en una parcela triangular alargada de 800 m2. Como se trataba de una pendiente inclinada, se tuvo que instalar un muro de contención para poder comenzar con los trabajos, los cuales iniciaron en 1990. 
La casa se organiza con un eje longitudinal condicionado por la parcela, lo que funciona como una especie de columna vertebral de la composición. Las altas fachadas se orientan hacia el norte, donde se asientan la sala, el comedor y la cocina en la planta inferior, y las habitaciones en la superior. En el sur se encuentran las recámaras de servicio y apoyo. Desde el punto medio de la calle se desciende al nivel principal por una escalera externa, en el cual hay un pasillo adornado con una galería de jardines con luz natural. En la zona norte también hay jardines, desde los cuales hay una vista panorámica hacia el valle de Caracas y el cerro El Ávila. Al otro extremo de la galería, existe otra escalera de servicio hacia el resto de las habitaciones ubicadas hacia el oeste. A lo largo del eje principal hay ventanas que brindan luz natural cenital en todo el recorrido.
La casa está hecha en concreto pulido, cuyo efecto es suavizado con trabajos internos de madera y de mampostería pintada en blanco, y también se observan revestimientos en pizarra. También cuenta con un espacio arbolado en su extremo este y una piscina al oeste.
La Casa Lucca-Dragone fue la última de las tres casas hechas por Tenreiro en su carrera. En una entrevista hecha en 2001, dijo que concibió a la edificación como una «antítesis» y un «desafío al gusto imperante», reafirmando los valores de simplicidad, rudeza, estoicismo, y la preponderancia del lujo del espacio en contraposición al lujo de los materiales y el «impacto del efecto». La casa también ha sido citada como un ejemplo de cómo una edificación de escala pequeña puede tener especial trascendencia para una zona o una ciudad.